# 중앙아시아 반란
중앙아시아 반란 또는 1916년 중앙아시아 봉기는 제1차 세계 대전 중에 이루어진 노동 동원과 민족 간 긴장으로 인해 러시아 제국의 중앙아시아 영토에서 무슬림 주민들이 러시아 정착민들과 중앙 정부에 대항해 무장 봉기를 일으킨 사건이다.
봉기의 직접적인 계기는 러시아 제국의 전선 후방 지역에서 남성 인구를 대상으로 19세에서 43세까지의 사람들을 노동에 동원하기 위한 명령이었다. 봉기자들의 불만은 정부가 토지를 강제로 빼앗아 러시아 정착민들에게 소유권을 넘긴 것, 빈곤, 무장한 카자크 부대와 새로운 정착민들과의 충돌, 그리고 원주민들에 대한 가축 강제 징발 등으로 인해 더욱 고조되었다. 지역 성직자들은 설교를 통해 중앙 정부의 정책에 대한 불만을 불러일으켰다.
봉기는 1916년 7월 17일(구력 7월 4일) 사마르칸트 지역의 호젠트(현재 타지키스탄의 후잔드)에서 시작되었다. 곧이어 봉기는 사마르칸트, 시르다리야, 페르가나, 자카스피, 아크몰린, 세미팔라틴스크, 세미레치, 투르가이, 우랄 지역으로 확산되었으며, 1천만 명 이상의 다민족 인구가 있는 지역을 휩쓸었다. 1916년 7월 17일, 투르키스탄 군사 구역에 계엄령이 선포되었다.
소비에트 시대에는 아만겔디 이마노프와 알리비 장길딘과 같은 봉기 지도자들이 혁명 영웅으로 여겨졌으며, 이들의 이름을 딴 수많은 거리와 마을이 카자흐스탄에 생겨났다. 전반적으로 봉기는 반제정 봉기로서 영웅화되었으며, 민족적 및 종교적 동기나 봉기자들의 잔혹함은 숨겨졌다. 봉기를 반식민지 운동으로 영웅화하는 전통은 오늘날 독립한 중앙아시아 국가들에서도 계속되고 있다.
해당 반란이 제1차 세계 대전의 맥락에서 해석해야 하는 지에 대해서는 학자들 사이에 의견이 갈린다. 에드워드 데니스와 알렉산더 모리슨은 이 반란을 러시아 제국의 역사와 제1차 세계 대전의 전황과 함께 바라보아야 한다고 저서에 언급했다. 그러나 제1차 세계 대전에서 러시아 제국과 같은 연합국이었던 중화민국이 반란 이후 추방당한 키르기즈인들과 카자흐인 난민들을 받아들여주었기 때문에, 이 봉기를 제1차 세계 대전의 일부로 받아들이지 않는 학자들도 있다.